# Bespin

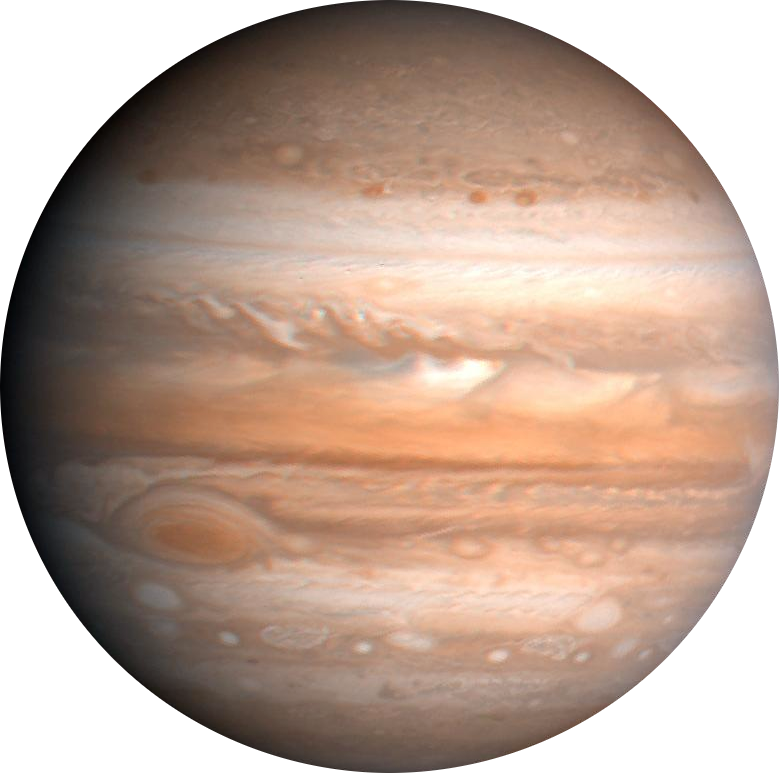
Bespin is geïnspireerd op de planeet Jupiter.

Bespin is in Star Wars een planeet in de Outer Rim buiten het Galactische Keizerrijk. De planeet is een gasreus waar tibannagas wordt gewonnen. Bespin is te zien in Star Wars: Episode V: The Empire Strikes Back en kortstondig in Star Wars: Episode IX: The Rise of Skywalker.
De planeet bestaat uit de metaalsoort Rethin en kent geen natuurlijk oppervlak.
Bespin heeft een oranje en rode gloed, wat komt door de mossen en algen die op de planeet groeien. Er leven meerdere vliegende diersoorten, maar er is geen inheems volk. 
In een bewoonbare zone voor mensen op zo'n 150/180 km van de planeet bevindt zich de bekende plaats Cloud City. Hier woont Lando Calrissian, de vriend van Han Solo. Ook vecht Luke Skywalker hier voor het eerst met Darth Vader, waarbij hij zijn rechterhand verloor. Hier ligt ook de mijn waaruit het tibannagas wordt gedolven.
Bespin was een gasreus en de voornaamste planeet uit het Bespin System in de Javin Sector, in de Ison Corridor, gelegen op de Corellian Trade Spine. De planeet had talloze manen waarvan H'gaard en Drudonna als het voornaamst werden beschouwd. De kern van Bespin bestond uit het metaal Rethin en de planeet kende geen natuurlijk oppervlak. In de bovenste laag van de atmosfeer had er zich echter een leefbare zone gevormd, Life Zone genaamd. In deze zone was zuurstof aanwezig en bevond zich op circa 150 tot 180 kilometer op afstand van de ruimte. In deze Zone zweefden verschillende eilanden waarop wel leven mogelijk was zoals het befaamde Ugnaught Surface. Op Bespin duurden nacht en dag twaalf uur.
In de Life Zone heerste een aangenaam klimaat. Bespin werd wel regelmatig geteisterd door hevige stormen. Daarom was men voortdurend in de weer om de stormen te voorspellen, zodat men zich kon voorbereiden.

## Andere media
- Star Wars: Battlefront
- Als downloadbare map in Star Wars: Battlefront II.